# Home (The Good Wife)
Home (Lar em português), é o terceiro episódio da primeira temporada da série de televisão The Good Wife. Estreou nos Estados Unidos em 6 de outubro de 2009 e teve uma audiência de 13,69 milhões de pessoas.

## Sinopse
Nesse caso, Alicia cuida do caso de Kenny, um jovem acusado do assassinato de um segurança após entrar na casa de amigo para pegar drogas. Kenny é filho de uma das antigas amigas de Alicia, que mantém distância dela desde o escândalo envolvendo seu marido.
Os pais de Kenny não concordam que Alicia seja a advogada do processo, então ela fica na segunda cadeira, enquanto Cary se torna o advogado principal. Um colega de Kenny estava junto no momento do crime e afirma que Kenny é o assassino.
Cary é inexperiente nos tribunais e Alicia consegue uma prova que comprete a testemunha de acusação: a grama é irrigada a noite, durante certos horários, e se o amigo de Kenny realmente estivesse ali, ele chegaria a delegacia molhado.